# Вильсон, Джон Тузо
Джон Тузо Вильсон (или Тузо Уилсон, англ. John Tuzo Wilson; 24 октября 1908, Оттава — 15 апреля 1993, Торонто) — канадский учёный геофизик и геолог. Получил мировое признание за свой вклад в теорию тектоники плит. Орден Канады, Орден Британской империи.

## Биография
Его отец был шотландского происхождения, а мать была в третьем поколении канадка французского происхождения. Он родился в Оттаве, Онтарио.
В 1930 году окончил Тринити-колледж в университете Торонто, где стал одним из первых в Канаде, кто получил образование по специальности геофизика
Он получил множество других смежных образований по различным наукам в Сент-Джонс-колледже в Кембридже. Получил докторскую степень в области геологии в 1936 году в Принстонском университете.
После окончания учёбы служил в канадской армии, участвовал во Второй Мировой войне. Уволился из армии в звании полковника.
В 1974—1985 годах работал генеральным директором научного центра Онтарио.
Он был путешественником, сделал большое количество фотографий в странах Европы, в СССР, Китае, Океании, Африке, и в обоих полярных регионах.

## Членство в организациях
- 1957—1960 — президент Международного союза геодезии и геофизики.
- Королевское канадское географическое общество, почетный вице-президент[5]
- Королевское общество Канады
- Лондонское королевское общество (1968)[6]
- Эдинбургское королевское общество[7]
- Иностранный член Национальной академии наук США (1968)[8]
- Американский геофизический союз. Избранный президент (1978—1980) и почётный президент (1980—1982).

## Награды и звания
- 1969 — Орден Канады, 1974[9]
- 1975 — Премия Джона Карти от Национальной академии наук США[10]
- 1978 — Медаль Волластона от геологического общества Лондона
- 1978 — Золотая медаль Королевского канадского географического общества.

## Память
В честь него:
- назван цикл образования и распада суперконтинента — Цикл Уилсона
- учреждена Медаль канадского геофизического Союза за достижения в области геофизики.
- назван вулкан — Тузо-Уилсон.

## Основные публикации
- Wilson, Tuzo. Cabot Fault, An Appalachian Equivalent of the San Andreas and Great Glen Faults and some Implications for Continental Displacement (англ.) // Nature : journal. — 1962. — 14 July (vol. 195, no. 4837). — P. 135—138. — doi:10.1038/195135a0. — Bibcode: 1962Natur.195..135W.
- Wilson, J. Tuzo. Evidence from Islands on the Spreading of Ocean Floors (англ.) // Nature : journal. — 1963. — 9 February (vol. 197, no. 4867). — P. 536—538. — doi:10.1038/197536a0. — Bibcode: 1963Natur.197..536W.
- Wilson, J. Tuzo. A Possible Origin of the Hawaiian Islands (англ.) // Canadian Journal of Physics[англ.] : journal. — 1963. — Vol. 41, no. 6. — P. 863—870. — doi:10.1139/p63-094. — Bibcode: 1963CaJPh..41..863W.
- Wilson, J. Tuzo. A new Class of Faults and their Bearing on Continental Drift (англ.) // Nature : journal. — 1965. — 24 July (vol. 207, no. 4995). — P. 343—347. — doi:10.1038/207343a0. — Bibcode: 1965Natur.207..343W.
- Vine, F. J. Magnetic Anomalies over a Young Oceanic Ridge off Vancouver Island (англ.) // Science : journal. — 1965. — 22 October (vol. 150, no. 3695). — P. 485—489. — doi:10.1126/science.150.3695.485. — Bibcode: 1965Sci...150..485V. — PMID 17842754.
- Wilson, J. Tuzo. Did the Atlantic close and then re-open? (англ.) // Nature. — 1966. — 13 August (vol. 211, no. 5050). — P. 676—681. — doi:10.1038/211676a0. — Bibcode: 1966Natur.211..676W.
- Wilson, J. Tuzo. Are the structures of the Caribbean and Scotia arc regions analogous to ice rafting? (англ.) // Earth and Planetary Science Letters[англ.] : journal. — 1966. — Vol. 1, no. 5. — P. 335—338. — doi:10.1016/0012-821X(66)90019-7. — Bibcode: 1966E&PSL...1..335T.
- Wilson, J. Tuzo. A Revolution in Earth Science (неопр.) // Geotimes. — 1968. — December (т. 13, № 10). — С. 10—16.
- Wilson, J. Tuzo. Du Toit, Alexander Logie // Dictionary of Scientific Biography (неопр.). — 1971. — Т. 4. — С. 261—263.